# Дом М. Д. Порозова (городская богадельня)
Дом М. Д. Порозова (городская богадельня) — историческое здание в Опочке, Псковская область. Современный адрес — улица Красных Командиров, 11. Объект культурного наследия России регионального значения.
Около 1828 года на средства купцов Степана и Якова Порозовых было выстроено (либо приспособлено) деревянное здание для размещения городской богадельни, которая до этого не имела собственного помещения и помещалась в обывательских домах. Первоначально тут призревалось пять больных старух. 
В 1832 году на время ремонта тюремного острога в здании Присутственных мест в богадельню были переселены арестанты (всего 70 человек), для чего были поставлен новый забор и новые ворота.
В 1912 году в богадельне призревалось 12 женщин и 2 мужчин. Богадельня содержалась на ежегодно ассигнуемые городом 504 руб. и мещанским обществом 550 руб. Из этих же денег город выдавал ежемесячные пособия каждому из 14 бедных жителей Опочки, которые вследствие малопоместительности здания богадельни жили на частных квартирах. Из-за финансовых трудностей проект постройки более вместительного здания остался нереализованным.
В 1931 году здание перебиралось и было поставлено на новый, гораздо более низкий цоколь, однако сохранило свой объём, размеры и расположение многих окон. До перестройки здание заметно выступало за красную линию застройки. Вход был снизу от реки, по лестнице через сени. Уличный фасад, вероятно, был только в 7 окон, а потому, менее асимметричен. Стены рублены «в обло» и «в лапу» из еловых брёвен большого диаметра.
По состоянию на 2023 год здание используется как жилое, состояние удовлетворительное.